# Veronica khorassanica
Veronica khorassanica är en grobladsväxtart som beskrevs av Vasilij Matvejevitj Tjernjajev. Veronica khorassanica ingår i släktet veronikor, och familjen grobladsväxter. Inga underarter finns listade i Catalogue of Life.